# William Pitt Trẻ
William Pitt trẻ (William Pitt the Younger) (28 tháng 5 năm 1759 – 23 tháng 1 năm 1806) là một nhà chính trị Anh cuối thế kỉ 18 và đầu thế kỉ 19. Năm 1783, ông trở thành là vị Thủ tướng Anh trẻ nhất trong lịch sử khi mới 24 tuổi. Ông rời chức vụ này năm 1801 nhưng lại trở lại giữ chức vị thủ tướng năm 1804 cho đến khi qua đời. Ông được gọi là William Pitt trẻ để phân biệt với William Pitt già, cha của ông, người cũng từng là thủ tướng của vương quốc Anh.